# Znak geodezyjny

Naziemny znak geodezyjny o podwójnej stabilizacji w postaci słupa np. betonowego z podcentrem w postaci butelki
1) rzut z góry
2) rzut z boku

Znak geodezyjny – podlegający ochronie znak z trwałego materiału, określający położenie punktów poziomej i wysokościowej (repery) osnowy geodezyjnej. Znaki geodezyjne materializują punkty osnowy w terenie.
Znaki geodezyjne powinny być wykonane zgodnie z zasadami określonymi w wytycznych technicznych G-1.9 "Katalog znaków geodezyjnych oraz zasady stabilizacji punktów". Typy znaków i sposoby ich stabilizacji uzależnia się od rodzaju gruntu oraz lokalizacji punktu.
Punkty osnowy grawimetrycznej i magnetycznej określane są mianem "znaków grawimetrycznych" i "znaków magnetycznych".